# Валдаоне
Валдао̀не (на италиански: Valdaone, на местен диалект: Valdaùn, Валдаун) е община в Северна Италия, автономна провинция Тренто, автономен регион Трентино-Южен Тирол. Разположена е на 767 m надморска височина. Населението на общината е 1194 души (към 2015 г.).
Общината е създадена в 1 януари 2015 г. Тя се състои от трите предшествуващи общини Берсоне, Даоне и Празо, които сега са най-важните центрове на общината. Административен център на общината е село Даоне (на италиански: Daone).